# Asteridae
Asteridae é um nome botânico obsoleto de nível Classe de plantas. A composição da subclasse também tem variado; no entanto, por definição, sempre inclui a família Asteraceae (Compositae). Na classificação moderna do Sistema APG III asterídeas e euasterídeas são nomes de clados com uma composição semelhante à de Asteridae.
Um dos sistema de classificação mais conhecidos e influentes que reconhecia formalmente a subclasse Asteridae era o sistema de Cronquist, criado pelo botânico  Arthur Cronquist. Este sistema incluía as seguintes ordens:
- Gentianales
- Solanales
- Lamiales
- Callitrichales
- Plantaginales
- Scrophulariales
- Campanulales
- Rubiales
- Dipsacales
- Calycerales
- Asterales

A maioria das ordens acima, como definidas por Cronquist, sofreram grandes redefinições, com base em estudos de sistemática molecular efectuados recentemente.
Em grande parte, a subclasse Asteridae de Cronquist corresponde ao antigos conceitos de Sympetalae e Tubiflorae, grupos que foram definidos por terem as suas pétalas unidas num tubo. No entanto, estas classificações antigas continham famílias de simpétalas, tal como as Cucurbitaceae, que são agora consideradas com não relacionadas de maneira próxima. O conceito de Cronquist também corresponde basicamente com o grupo das euasterídeas do sistema APG II, mas este sistema não reconhece formalmente um grupo denominada Asteridae.
Estudos filogenéticos recentes têm sugerido quevárias famílias, incluindo três grandes ordens não incluídas nas Asteridae por Cronquist, Ericales, Cornales e Apiales, também pertencem ao grupo. A circunscrição da subclasse Asteridae, tal como as circunscrições das ordens contidas nela, está correntemente num estado de fluxo; muitos botânicos sistematas referem-se a estes grupos como clades (utilizando a nomenclatura asterídeas, euasteídeas, etc.), em vez de utilizarem nomes formais como subclasse Asteridae.